# Aeroport Internacional Mundo Maya
L'Aeroport Internacional Mundo Maya (codi IATA: FRS, codi OACI: MGMM), abans Aeroport Internacional de Flores tal com indica el seu codi IATA, és un aeroport internacional guatemalenc situat al suburbi de Santa Elena, a la ciutat de Flores. Dona servei al trànsit aeri nacional i internacional de les àrees de Flores, Santa Elena de la Cruz i San Benito, així com als jaciments maies de Tikal o Yaxhá i destinacions com Ciutat de Guatemala i Belize.